# Dendrocincla anabatina
El trepatroncos sepia (Dendrocincla anabatina) es una especie de ave paseriforme de la familia Furnariidae, de la subfamilia Dendrocolaptinae, perteneciente al género Dendrocincla. Es nativa del sureste de México y de América Central. 

## Nombres comunes
Aparte de trepatroncos sepia (en México), se le denomina también trepador alirrubio (en Honduras y Costa Rica), trepatroncos alileonado (en México), trepador o trepatroncos alirrufo (en Nicaragua) o trepatroncos alicastaño (en Panamá).

## Distribución y hábitat
Se distribuye desde el sur de México, siempre por la pendiente caribeña, por Belice, Guatemala, Honduras, hasta el sureste de Nicaragua, y en la pendiente del Pacífico del oeste de Costa Rica y Panamá.
Su hábitat natural incluye el bosque húmedo tropical y subtropical, vegetación de manglares encima del nivel más alto de las mareas, crecimientos secundarios avanzados y áreas fuertemente degradadas, hasta los 1250 metros de altitud.

## Descripción
Mide entre 17 y 19 cm de longitud, el macho pesa entre 34 y 42 g y la hembra entre 29 y 39 g. Es un trepatroncos de tamaño mediano, de pico recto, cola corta y apariencia ligeramente crestada. En contraste con las alas y la cola de color rufo, el resto del plumaje es de color pardo oliva oscuro, con una lista superciliar y garganta marginamente más pálidas.

## Sistemática

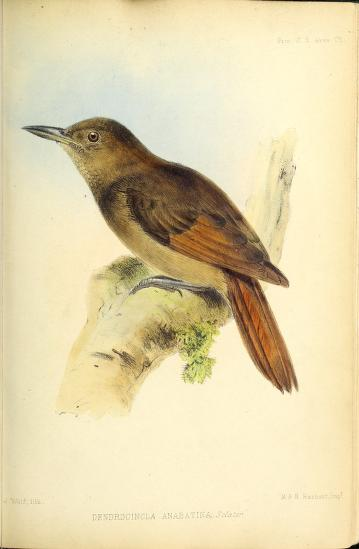
Dendrocincla anabatina, ilustración de Joseph Wolf en Proceedings of the Zoological Society of London, 1859.

### Descripción original
La especie D. anabatina fue descrita por primera vez por el zoólogo británico Philip Lutley Sclater en 1859 bajo el mismo nombre científico; su localidad tipo es: «Omoa, Cortés, Honduras».

### Etimología
El nombre genérico femenino «Dendrocincla» se compone de las palabras del griego «δενδρον dendron: árbol, y del latín cinclus: tordo, zorzal, que proviene del griego «κιγκλος kinklos»: ave no identificada;  y el nombre de la especie «anabatina», proviene del griego « αναβατης anabatēs»: trepador, escalador.

### Taxonomía
Se ha sugerido que pueda ser hermana de Dendrocincla tyrannina, pero los estudios genéticos sugieren lo contrario. La subespecie saturata es incluida en la nominal por algunos autores, pero las partes superiores de oliva más oscuro y la distribución alopátrica dan soporte al reconocimiento como subespecie.

### Subespecies
Según las clasificaciones del Congreso Ornitológico Internacional (IOC) y Clements Checklist/eBird v.2019 se reconocen tres subespecies, con su correspondiente distribución geográfica:
- Dendrocincla anabatina anabatina P.L. Sclater, 1859 – pendiente caribeña desde el sur de México (sureste de Veracruz y norte de Oaxaca hacia el este hasta el sur de Quintana Roo) hacia el sur y este hasta el este de Nicaragua.
- Dendrocincla anabatina typhla Oberholser, 1904 – península de Yucatán (este de Yucatán, norte de Campeche, norte de Quintana Roo).
- Dendrocincla anabatina saturata Carriker, 1910 – pendiente del Pacífico de Costa Rica (al sur desde el golfo de Nicoya) y oeste de Panamá (oeste de Chiriquí).